# Mersenius
Mersenius est un cratère d'impact lunaire situé au sud-ouest de la face visible de la Lune. Il se trouve à l'ouest de la Mare Humorum et se situe au sud-ouest des cratères Cavendish, Viète et De Gasparis.
Le contour du cratère Mersenius est fortement érodé surtout dans sa partie nord. L'intérieur a été inondé par de la lave basaltique formant comme un dôme convexe de près de 450 mètres de hauteur. À l'est du cratère sur la surface et les bords de la Mare Humorum s'étend une structure rayonnée dénommée Rimae Mersenius.
En 1935, l'Union astronomique internationale lui a attribué le nom de Mersenius en l'honneur du mathématicien et philosophe français Marin Mersenne.

## Cratères satellites

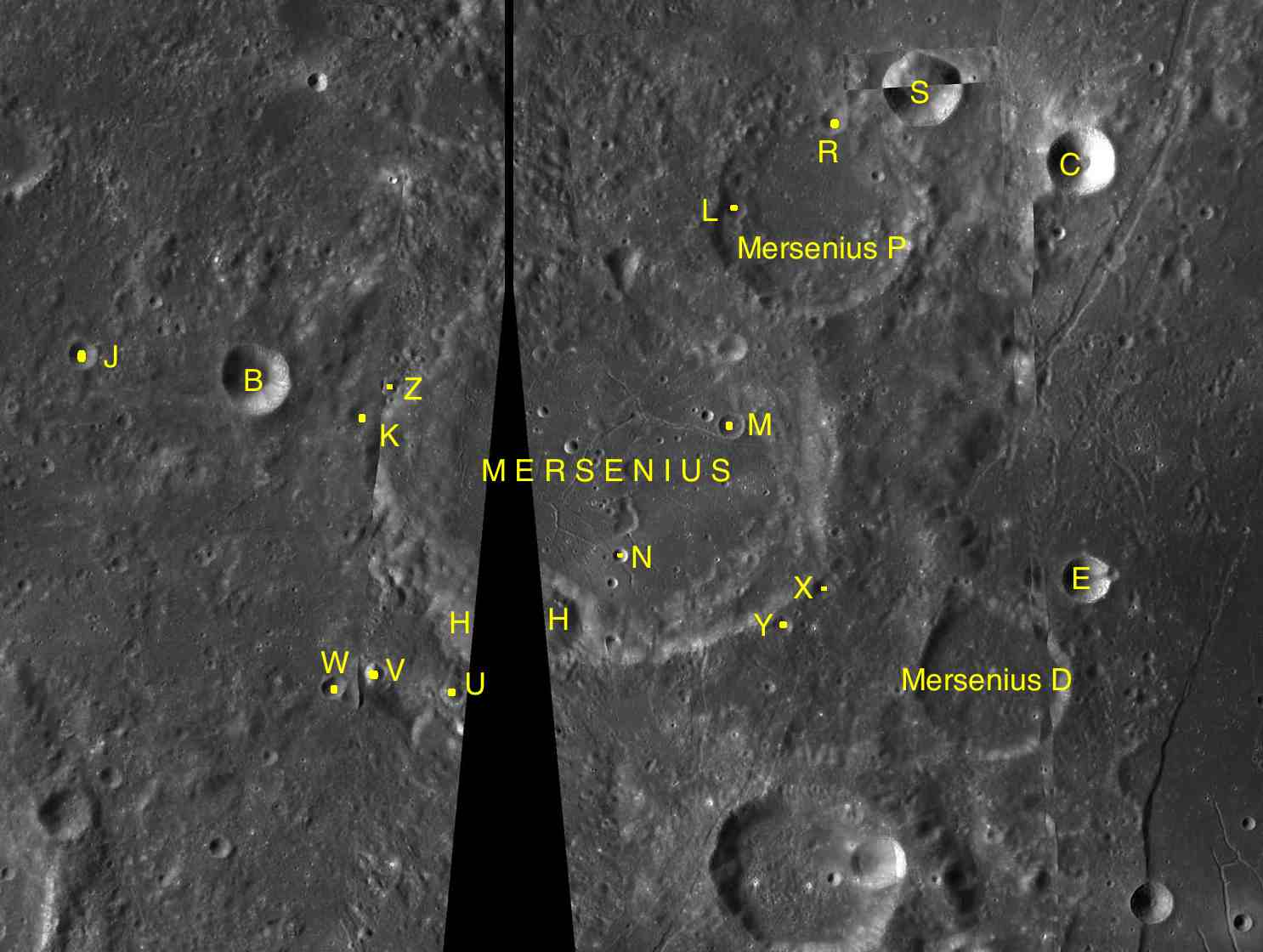
Carte des cratères satellites de Mersenius.

Par convention, les cratères satellites sont identifiés sur les cartes lunaires en plaçant la lettre sur le côté du point central du cratère qui est le plus proche de Mersenius.
| Mersenius | Latitude | Longitude | Diamètre |
| --------- | -------- | --------- | -------- |
| B         | 21.0° S  | 51.6° W   | 15 km    |
| C         | 19.8° S  | 45.9° W   | 14 km    |
| D         | 23.1° S  | 46.8° W   | 34 km    |
| E         | 22.5° S  | 46.0° W   | 10 km    |
| H         | 22.5° S  | 49.9° W   | 15 km    |
| J         | 21.0° S  | 52.8° W   | 5 km     |
| K         | 21.2° S  | 50.7° W   | 5 km     |
| L         | 19.9° S  | 48.4° W   | 3 km     |
| M         | 21.2° S  | 48.3° W   | 5 km     |
| N         | 22.1° S  | 49.2° W   | 3 km     |
| P         | 19.9° S  | 47.8° W   | 42 km    |
| R         | 19.3° S  | 47.6° W   | 4 km     |
| S         | 19.2° S  | 46.9° W   | 16 km    |
| U         | 23.0° S  | 50.0° W   | 4 km     |
| V         | 22.9° S  | 50.5° W   | 5 km     |
| W         | 23.0° S  | 50.8° W   | 5 km     |
| X         | 22.4° S  | 47.9° W   | 4 km     |
| Y         | 22.7° S  | 48.2° W   | 4 km     |
| Z         | 21.0° S  | 50.6° W   | 3 km     |